# Mona Marshall
Pour les articles homonymes, voir Marshall.
 (mai 2024).
Mona Marshall est une actrice américaine née le 31 août 1947 à Los Angeles en Californie (États-Unis).

## Biographie
Mona Marshall effectue les doublages anglais de deux personnages féminins dans la série animée South Park, Sheila Broflovski et Linda Stotch, ainsi que des voix additionnelles.

## Filmographie
- 1977 : Der Kleine Zauberer und die große Fünf : (US Version, 1984) (voix)
- 1979 : Scooby-Doo et Scrappy-Doo (Scooby-Doo and Scrappy-Doo) (série télévisée) : Additional Voices (unknown episodes)
- 1983 : Les Minipouss ("The Littles") (série télévisée)
- 1984 : Transformers (série télévisée) : Aaron  /  ... (unknown episodes)
- 1985 : Here Come the Littles (en) de Bernard Deyriès : Mrs. Evans (voix)
- 1985 : Blondine au pays de l'arc-en-ciel ("Rainbow Brite") (série télévisée) : Red Butler / Patty O'Green / Canary Yellow (voix)
- 1985 : G.I. Joe (série télévisée) : Vena (unknown episodes)
- 1985 : Rainbow Brite and the Star Stealer : Red Butler / Witch / Spectran / Castle Creature / Patty O'Green / Canary Yellow (voix)
- 1985 : Starchaser: The Legend of Orin : Kallie (voix)
- 1986 : The GLO Friends Save Christmas : ScuttleBug
- 1986 : Rambo (série télévisée) : Kat (voix)
- 1987 : Spiral Zone (série télévisée) : Dutchess Dire  /  ... (unknown episodes)
- 1987 : A Chucklewood Easter (TV) : Rusty / Bluebell
- 1987 : Fraggle Rock (série télévisée) : Mokey / Cotterpin (voix)
- 1987 : Mighty Mouse, the New Adventures (série télévisée) : Additional Voices (unknown episodes)
- 1990 : The Adventure Machine (TV) : Rusty
- 1990 : Capitaine Planète (Captain Planet and the Planeteers) (série télévisée) : Additional Voices (unknown episodes)
- 1991 : James Bond Junior (série télévisée) : Additional Voices (unknown episodes)
- 1992 : Bastard!! : Young Gara (voix)
- 1993 : The Princess and the Cobbler : Nurse / Witch (Majestic Films version) (voix)
- 1994 : Uchû no kishi tekkaman bureido (série télévisée)
- 1995 : Street Fighter 2 V (série télévisée) (voix)
- 1996 : Wee Sing: Animal Songs (vidéo) : Singaling
- 1996 : La Patrouille des aigles ("Eagle Riders") (série télévisée) : Mickey Dugan (voix)
- 1996 : Wee Sing: Classic Songs for Kids (vidéo) : Singaling
- 1997 : Fushigi Yûgi: The Mysterious Play - Reflections OAV 2 (vidéo) : Boushin (voix)
- 1997 : Young Pocahontas (vidéo) : Pocahontas (voix)
- 1997 : Kyûketsuki Miyu (série télévisée) : Matsukaze (English dub) (unknown episodes)
- 1998 : Trigun (série télévisée) : Kaite (English dub) (unknown episodes)
- 1998 : Les Razmoket, le film (The Rugrats Movie) : journaliste (voix)
- 1999 : Saber Marionette J Again (série télévisée) : Additional Voices (voix)
- 1999 : Street Fighter Zero (vidéo) : (voice: english version) Shun (voix)
- 1999 : Arc the Lad (série télévisée) : Poco (unknown episodes)
- 2000 : Rabu Hina (série télévisée) : Motoko Aoyama (unknown episodes)
- 2000 : Mayonaka no tantei Nightwalker (série télévisée) : Little Kasumi (voix)
- 2000 : Rurouni Kenshin (série télévisée) : Suzame / Soshi Okita (voix)
- 2000 : Digimon - Le film (Digimon: The Movie) : Izzy, Terriermon (voix)
- 2001 : X (série télévisée) : Nataku, Mitsuru, Ken, Girl, Maid (unknown episodes)
- 2001 : Mahoromatic (série télévisée) : Feldrance, Little Boy, Young Suguru Misato, Child (Season 2) (unknown episodes)
- 2001 : Monstres et Cie (Monsters, Inc.) : Additional Voice (voix)
- 2002 : Kurogane Communication (vidéo) : Spike (voix)
- 2002 : .hack//SIGN (série TV) : Kite (Episode 28) (unknown episodes)
- 2002 : Naruto (série TV) : Inari (unknown episodes)
- 2002 : La Planète au trésor, un nouvel univers (Treasure Planet) : Additional Voice (voix)
- 2002 : Kôkaku kidôtai: Stand Alone Complex (série TV) : Kuroha (unknown episodes)
- 2004 : Kyo kara maoh!: God (?) Save Our King! (série TV) : Wolfram von Bielefeld (voix)
- 2004 : The Nutcracker and the Mouseking (vidéo) : Additional voices (voix)
- 2005 : Le Fils du mask (Son of the Mask) : Baby Alvey (voix)
- 2005 : Zatch Bell! (série TV) : Additional Voices  /  ... (unknown episodes)
- 2005 : Chicken Little : Additional Voices (voix)
- 2006 : The Wild : Additional Voice (voix)
- 2006 : The Happy Cricket (vidéo) : Cartibella